# Martin Büchsel
Martin Büchsel (* 28. August 1950 in Neu-Isenburg) ist ein deutscher Kunsthistoriker und Hochschullehrer.

## Werdegang

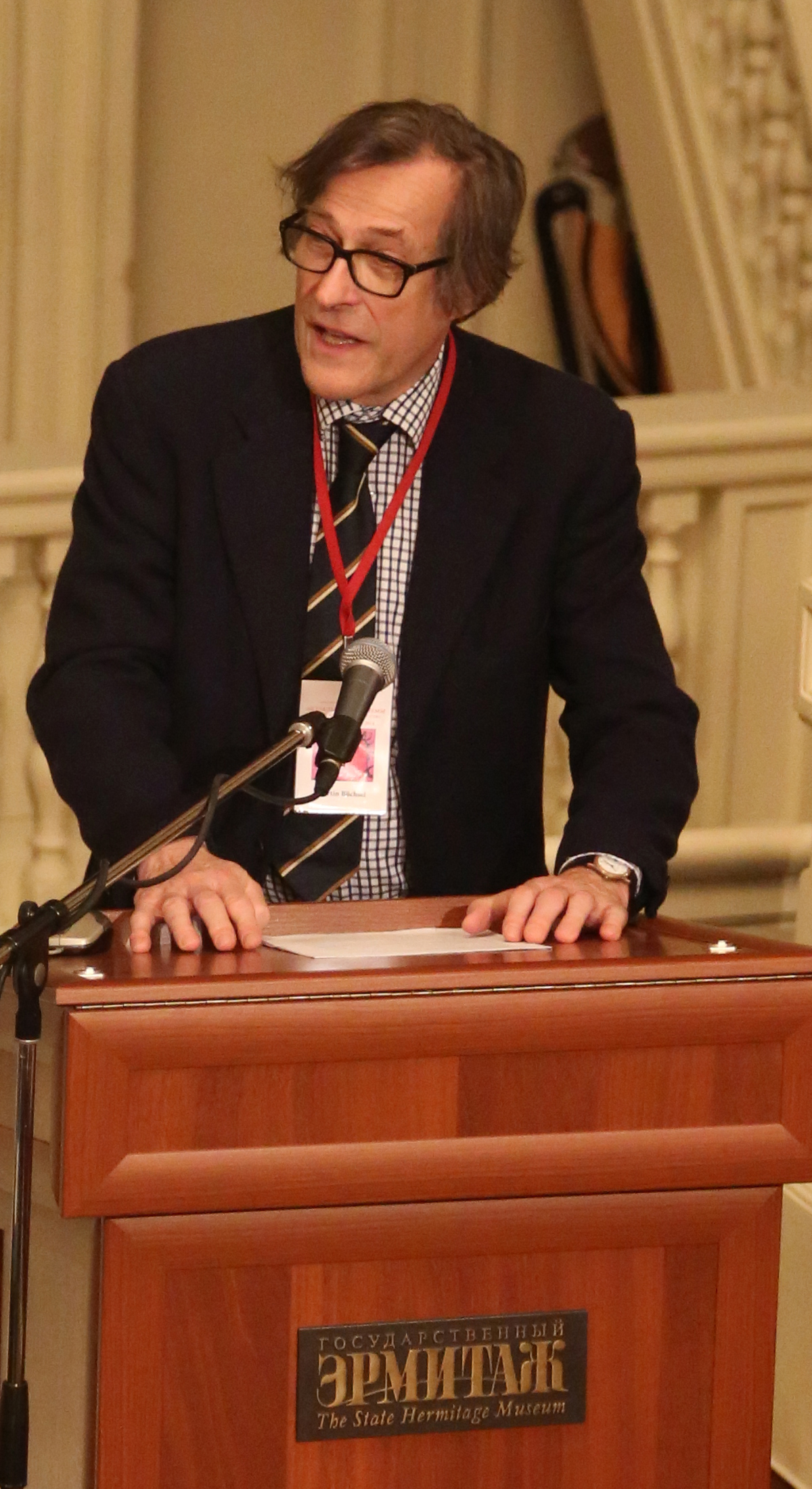
Martin Buechsel – 2014

Martin Büchsel studierte ab 1970 Philosophie, Kunstgeschichte und Soziologie in Frankfurt am Main und promovierte im Jahr 1977 mit einer Dissertation über das erkenntnistheoretische Denken Immanuel Kants (Die Paradoxie der Kategorie der Substanz als Relationsbegriff in der ‚Kritik der reinen Vernunft‘). In den Jahren 1978 bis 1982 widmete er sich dem Studium der Klassischen Philologie. Von März 1985 bis Dezember 1986 erstreckte sich ein Aufenthalt in Rom. Am Liebieghaus (Museum für Plastik) in Frankfurt war er mit Werkverträgen von 1987 bis 1990, anschließend für 26 Monate als Wissenschaftlicher Mitarbeiter angestellt. Martin Büchsel habilitierte sich im Jahr 1992 an der Universität Freiburg mit einer Forschungsarbeit über die Mittelalterliche Plastik  (Die Skulptur des Querhauses der Kathedrale von Chartres). Dort lehrte er anschließend als Privatdozent bis 1995, unterbrochen von einem Gastsemester in Bern. Nach einem von der Deutschen Forschungsgemeinschaft finanzierten dreieinhalbmonatigen Forschungsaufenthalt in Paris wirkte er ab dem Frühjahr 1995 vertretungsweise, seit Herbst 1996 dann als ordentlicher Professor auf dem Lehrstuhl für Europäische Kunstgeschichte mit Schwerpunkt Mittelalter am Kunstgeschichtlichen Institut der Universität Frankfurt am Main.

## Fachliche Interessengebiete
In der universitären Lehre vertritt Martin Büchsel die Kunst des gesamten Mittelalters von den Anfängen bis zur Epochengrenze um das Jahr 1500.
In der Forschung galten seine Bemühungen unter anderem
- der frühchristlichen Architektur, sodann
- schwerpunktmäßig dem Frühmittelalter, der karolingischen und ottonischen Kunst,
- seit der Habilitationsarbeit der Skulptur der mittelalterlichen Kathedrale, und
- in jüngerer Zeit vor allem dem Spätmittelalter, besonders der Kunst der Mittelrheinregion zwischen 1400 und 1500, dem Werk Jan van Eycks und seiner Zeitgenossen.
- Infolge seiner philosophischen Ausbildung empfindet er zudem eine ausgeprägte Neigung zur ästhetischen Theorie.
- Büchsel ist auch Sprecher des Graduiertenkollegs Psychische Energien der Bildenden Kunst.

Fächerübergreifend engagiert er sich als
- Sprecher des Sonderforschungsbereiches Historische Emotionsforschung und
- pflegt die Zusammenarbeit mit Vertretern der Klassischen Archäologie, unter anderem durch gemeinsam organisierte Symposien.

## Schriften (in Auswahl)

### Selbstständige Veröffentlichungen
- Die Skulptur des Querhauses der Kathedrale von Chartres. Gebrüder Mann, Berlin 1995, ISBN 3-7861-1724-1.
- Die Geburt der Gotik. Abt Sugers Konzept für die Abteikirche Saint-Denis. (= Quellen zur Kunst. Band 5). Rombach, Freiburg 1997, ISBN 3-7930-9160-0.
- Die Entstehung des Christusporträts. Bildarchäologie statt Bildhypnose. Philipp von Zabern, Mainz 2003. 3. überarbeitete Auflage 2007, ISBN 978-3-8053-3263-7.
- Albrecht Dürers Stich MELENCOLIA, I. Zeichen und Emotion. Die Logik einer kunsthistorischen Debatte. Fink, Paderborn/München 2010, ISBN 978-3-7705-4962-7.

### Herausgeberschaft
- Mit Rebecca Müller: Intellektualisierung und Mystifizierung mittelalterlicher Kunst. „Kultbild“: Revision eines Begriffs. Gebrüder Mann, Berlin 2010, ISBN 978-3-7861-2618-8.
- Als Mitherausgeber: IMAGO – Interdisziplinäres Jahrbuch für Psychoanalyse und Ästhetik. Psychosozial-Verlag, Gießen 2012, ISBN 978-3-8379-2175-5.

## Internetquellen
- Porträt Martin Büchsels auf dem Portal der Johann Wolfgang Goethe-Universität Frankfurt am Main. Dort findet sich auch ein ausführliches aktuelles Publikationsverzeichnis.
- Rezensionen zu Buchveröffentlichungen Martin Büchsels auf dem Portal perlentaucher.

| Personendaten    | Personendaten                                 |
| ---------------- | --------------------------------------------- |
| NAME             | Büchsel, Martin                               |
| KURZBESCHREIBUNG | deutscher Kunsthistoriker und Hochschullehrer |
| GEBURTSDATUM     | 28. August 1950                               |
| GEBURTSORT       | Neu-Isenburg                                  |